# ادیهال
ادیهال (به انگلیسی: Adihal) یک روستا در هند است که در کارناتاکا واقع شده‌است.